# Retired at 35
Retired at 35 est une sitcom américaine en vingt épisodes de 22 minutes créée par Chris Case et diffusée entre le 19 janvier 2011 et le 29 août 2012 sur TV Land et au Canada sur VisionTV.
Cette série est inédite dans les pays francophones.

## Synopsis
Un new-yorkais, David Robbins, un jeune et brillant homme d'affaires décide de laisser la foire d'empoigne et son travail dans la grande ville et retrouve ses parents, Alan et Elaine, retraités qui vivent en Floride. Il espère reconnecter avec eux, réévaluer sa vie et prendre quelque temps pour vivre le rêve de retraite vers laquelle plusieurs marchent. Mais quand il arrive il trouve, à sa surprise, que ses parents sont dans les scènes finales de la séparation. Il essaye alors de trouver un moyen et présente une certaine Susan à son père. Pendant ce temps, David retrouve son meilleur ami, Brandon, et son ex petite amie, Jessica Sanders.

## Distribution
- George Segal : Alan Robbins
- Johnathan McClain (en) : David Robbins
- Jessica Walter : Elaine Robbins
- Josh McDermitt : Brandon
- Ryan Michelle Bathe (en) : Jessica Sanders (saison 1)
- Marissa Jaret Winokur : Amy Robbins (saison 2)

### Acteurs récurrents et invités
- George Wyner : Richard
- Peter Bonerz : Chuckie Lutz (2 épisodes)
- Christine Ebersole : Susan (saison 1, 4 épisodes)
- Casey Wilson : Amy (pilote)
- Matt Champagne : Paul, petit-ami d'Amy (pilote)
- Jere Burns : Donald (pilote)
- John Ross Bowie : Jared (saison 2, 7 épisodes)
- Danneel Harris : Jenn (saison 2, 3 épisodes)
- Robin Givens : Dr Keller (saison 2, épisode 2)
- Melissa Peterman : Julia (saison 2, épisode 9)

## Production
En octobre 2009, TV Land commande un pilote. Le mois suivant, George Segal décroche le rôle principal. Il est rejoint en décembre par Johnathan McClain (en), Josh McDermitt et Ryan Michelle Bathe (en), puis en janvier par Casey Wilson, Jessica Walter, Matt Champagne, George Wyner, Jere Burns, Faye DeWitt et Christine Ebersole. Dix épisodes sont commandés en avril 2010.
Le 21 mars 2011, la série a été renouvelée pour une deuxième saison de dix épisodes. En octobre 2011, Marissa Jaret Winokur décroche le rôle principal d'Amy, tenu dans le pilote par Casey Wilson. En juin 2012 est annoncé les invités de la saison : Robin Givens, John Ross Bowie, Melissa Peterman et Danneel Ackles.
Le 16 juillet 2012, la série est déplacée au mercredi soir en raison des audiences décevantes du mardi soir.
Le 14 décembre 2012, TV Land annonce l'annulation de la série.

## Épisodes

### Première saison (2011)
1. Pilot
2. Hit It and Quit It
3. Rocket Man
4. David's Room
5. Matchmakers
6. Stuck in the Meddle
7. Gate Gate
8. The Tell-Tale Cart
9. Workin' Man
10. Secrets and Lies

### Deuxième saison (2012)
Cette saison de dix épisodes a été diffusée entre le 26 juin 2012 et le 29 août 2012.
1. Up North
2. The Dates
3. Poker Faces
4. The Grifters
5. My Dinner with Alan
6. The Apartement
7. The Break-Up
8. Knocked Up
9. The Propostal
10. My Best Friend's Wedding